# Nepomuk (Boemia centrale)
Nepomuk è un comune della Repubblica Ceca facente parte del distretto di Příbram, in Boemia Centrale.